# Fluffy
Fluffy is de enige single van High Tide Formation. Samen met Fluffy is het nummer White walls dat op de B-kant staat de enige muzikale overlevering van die muziekgroep.
High Tide Formation kende tijdens de opnamen een vreemd aandoende samenstelling ten opzichte van de latere popgeschiedenis. De man achter de toetsen was Chiel van Praag, die tevens het wijsje schreef. Van Praag zou later presentator worden. Op de gitaar speelde Pim Koopman, de latere drummer van onder meer Kayak en The President. Op de basgitaar speelde Ton Scherpenzeel, die later de toetsinstrumenten zou beroeren bij Kayak, Earth & Fire en Camel. Dit trio nam met drummer Ron van der Werf 29 oktober 1969 Fluffy op, een instrumentaal liedje, in de Soundpush Studio te Blaricum. Opnameleidster en muziekproducent was de toenmalige zangeres Annie de Reuver.
Scherpenzeel liet in een promotie-interview met Radio Veronica los, dat hij het plaatje wel leuk vond, maar dat hij het zelf niet zou kopen. Hij had liever de B-kant als A-kant gezien. White walls is een popsong geschreven door Scherpenzeel. Fluffy werd in 2014 door Ton Scherpenzeel aangeduid als een vroege Vogeltjesdans.
Fluffy/White walls hield het twee weken uit in de tipparade van de Nederlandse top 40. Geheel kansloos werd het plaatje echter niet geacht, want via Hansa verscheen in mei 1970 ook een Duitse persing. Daarna raakte het lang in de vergetelheid. Als vergeten single/muziek werd het opgenomen in de verzamelbox 50 Jaar Nederpop Rare & Obscure, samengesteld door Leo Blokhuis.